# Electronic Transactions on Numerical Analysis
Die Electronic Transactions on Numerical Analysis (ETNA) ist eine mathematische Open-Access-Fachzeitschrift mit Peer-Review mit den Themenschwerpunkten numerische Mathematik und wissenschaftliches Rechnen. Die Zeitschrift wird von der Kent State University und dem Johann Radon Institute for Computational and Applied Mathematics (RICAM) der Österreichischen Akademie der Wissenschaften herausgegeben und erscheint ausschließlich in elektronischer Form (online).
Die Zeitschrift wurde 1992 von Richard S. Varga, Arden Ruttan und Lothar Reichel (alle Kent State University) gegründet als Fachjournal „von Mathematikern für Mathematiker“. Die erste Ausgabe erschien im September 1993. Damit ist Electronic Transactions on Numerical Analysis die älteste elektronische Open-Access-Fachzeitschrift in der Mathematik.
Die derzeitigen Herausgeber sind Lothar Reichel und Ronny Ramlau.
Alle eingereichten Arbeiten werden einem fachgebietsüblichen Peer-Review unterzogen.

## Open-Access-Publikationsmodell
Als Besonderheit im Vergleich zu anderen  Fachzeitschriften gilt das Open-Access-Publikationsmodell („diamond open Access“), bei dem weder für Leser noch für Autoren Kosten anfallen. Die publizierten Artikel sind für alle frei online zugänglich und es fallen für Autoren keine Gebühren an. Die Autoren übertragen für publizierte Artikel das Copyright an die Herausgeber.
Die Open-Access-Veröffentlichung wird dadurch erreicht, dass einerseits der gesamte Publikationsprozess ehrenamtlich von Wissenschaftlern durchgeführt wird. Andererseits stützt sich das kostenfreie Publikationsmodell auf die Unterstützung der herausgebenden Institutionen (insbesondere der Kent State University) und auf freiwillige Spenden.
Die Zeitschrift wird in den Mathematical Reviews und im Zentralblatt MATH referiert. Sie ist im Expanded Science Citation Index gelisted.
Der Impact Factor der Zeitschrift wurde für 2016 mit 1,261 ermittelt. Nach eigenen Angaben liegt sie damit auf Platz 52 von 247 Zeitschriften in Angewandter Mathematik.

## Herausgeber
- 1993–2008: Richard S. Varga
- 1993–1998: Arden Ruttan
- 2005–2013: Daniel Szyld
- seit 1993: Lothar Reichel
- seit 2010: Ronny Ramlau